# Ohio
|  | Per a altres significats, vegeu «riu Ohio». |

Ohio és un dels 50 estats dels Estats Units, situat a la Regió dels Grans Llacs, i un dels seus principals centres industrials. Localitzat al Mig Oest dels Estats Units, té la indústria com la seva principal font d'ingressos. Altres fonts d'ingressos importants són les finances, la mineria del carbó, que va ajudar a fer d'Ohio una de les principals potències industrials del país, l'agricultura i el turisme.
La ràpida industrialització de l'estat va fer que diverses persones natives de l'estat destaquessin per les seves invencions i per la seva iniciativa. Thomas Edison va néixer a Ohio, i els germans Wright coneguts mundialment per haver estat els primers a volar en un avió (no sense controvèrsies) també van créixer aquí. Un altre nadiu d'Ohio mundialment famós és Neil Armstrong, la primera persona a trepitjar la Lluna. Un altre Armstrong famós, el militar George Armstrong Custer, també va néixer a Ohio.
Segons les dades del cens de 2000, residien a Ohio 11.353.140 habitants, repartits per una àrea de 116.096 km².

## Nom
La paraula "Ohio" significa en la llengua iroquesa "Gran Riu", "Riu Llarg", o "Riu Bell", utilitzada per aquest grup de nadius americans per descriure el riu Ohio. El sobrenom d'Ohio és Buckeye State (Buckeye és un castanyer del gènere Aesculus). Els boscos formats per arbres del gènere Aesculus cobrien anteriorment tot Ohio, encara que molts d'aquests boscos han estat talats per proporcionar matèries primeres a diverses indústries, així com per donar espai a l'agricultura. Ohio també reivindica el sobrenom de Mother of Modern Presidents (Mare de Presidents Moderns), pel fet que set dels Presidents dels Estats Units van néixer i créixer a Ohio, encara que aquest títol pertany, de fet, a Virgínia, amb un total de vuit Presidents. Els presidents nord-americans nascuts a Ohio són Ulysses S. Grant, Rutherford B. Hayes, James A. Garfield, Benjamin Harrison, William McKinley, William Howard Taft, i Warren G. Harding. Un vuitè President William Henry Harrison vivia a Ohio quan va ser nomenat president.

## Història
Els primers exploradors europeus a explorar la regió van ser els francesos. Fins a 1763, la regió d'Ohio formava part de la colònia francesa de Nova França, passant llavors a control britànic. Amb la independència dels Estats Units el 1783, els Estats Units van passar a controlar la regió. Ohio es va convertir en el primer territori del Territori del Nord-oest a ser elevat a la categoria d'estat, i el 17è a entrar a la Unió, l'1 de març de 1803. L'expansió en direcció a l'oest i la construcció de nombroses vies fèrries a l'estat, el descobriment de nombrosos jaciments de carbó i una sòlida indústria agropecuària van fer que Ohio es convertís a mitjans del segle xix en una gran potència industrial. Ulysses S. Grant, nadiu d'Ohio, va ser un dels principals líders de la Unió durant la Guerra Civil Nord-americana.

### Època pre-colonialista
Els nadius americans vivien a la regió on actualment es localitza l'estat d'Ohio prop de dos mil·lennis abans de l'arribada dels primers exploradors europeus. Els primers nadius americans a instal·lar-se a la regió va ser una tribu prehistòrica, anomenada Mound Builders - "constructors de muntanyes" - perquè construïen petits monticles de terra per a les seves cerimònies culturals. Els Mound Builders, s'hi haurien instal·lat a la regió al voltant del 600 aC, i n'hi haurien migrat, entorn del 900 dC, en direcció al sud dels actuals Estats Units. Hi ha actualment prop de sis mil vestigis arqueològics, entre tombes, cementiris i cases de rituals, dels Mound Builders, a Ohio. La regió seria posteriorment ocupada per altres pobles i tribus natives americanes, com els fures, els Delaware, els Ottawa, els Shawnee, i especialment les tribus iroqueses. Els iroquesos dominaven la major part de l'actual Ohio durant els anys que van precedir l'arribada dels primers europeus a la regió.

### Era colonial
El primer explorador europeu en arribar a la regió que actualment constitueix l'estat d'Ohio va ser el francès René Robert Cavelier de La Salle, el 1669. La Salle, annexar tota la regió a la corona francesa, i la regió d'Ohio va passar a formar part de la colònia de Nova França. Els francesos, però, es van interessar poc a colonitzar la regió, i només es van establir alguns pocs establiments comercials per diversos mercants francesos, per a comerciar amb els indígenes locals.
Durant les primeres dècades del segle xviii, el Regne Unit va passar a reivindicar la regió, així com totes les localitzades al sud dels Grans Llacs d'Amèrica del Nord. El 1747, un grup de mercants britànics i colons de Virgínia van crear una companyia, la Companyia Ohio de Virgínia, amb l'objectiu de colonitzar la regió de la vall del riu Ohio i les àrees localitzades al sud-oest del llac Erie, regions que actualment constitueixen l'estat d'Ohio. Aquesta companyia va enviar un grup de colons liderats per Christopher Gist per explorar la regió de la Vall del riu Ohio, havent partit de Virgínia, i explorat Ohio durant prop de dos mesos.

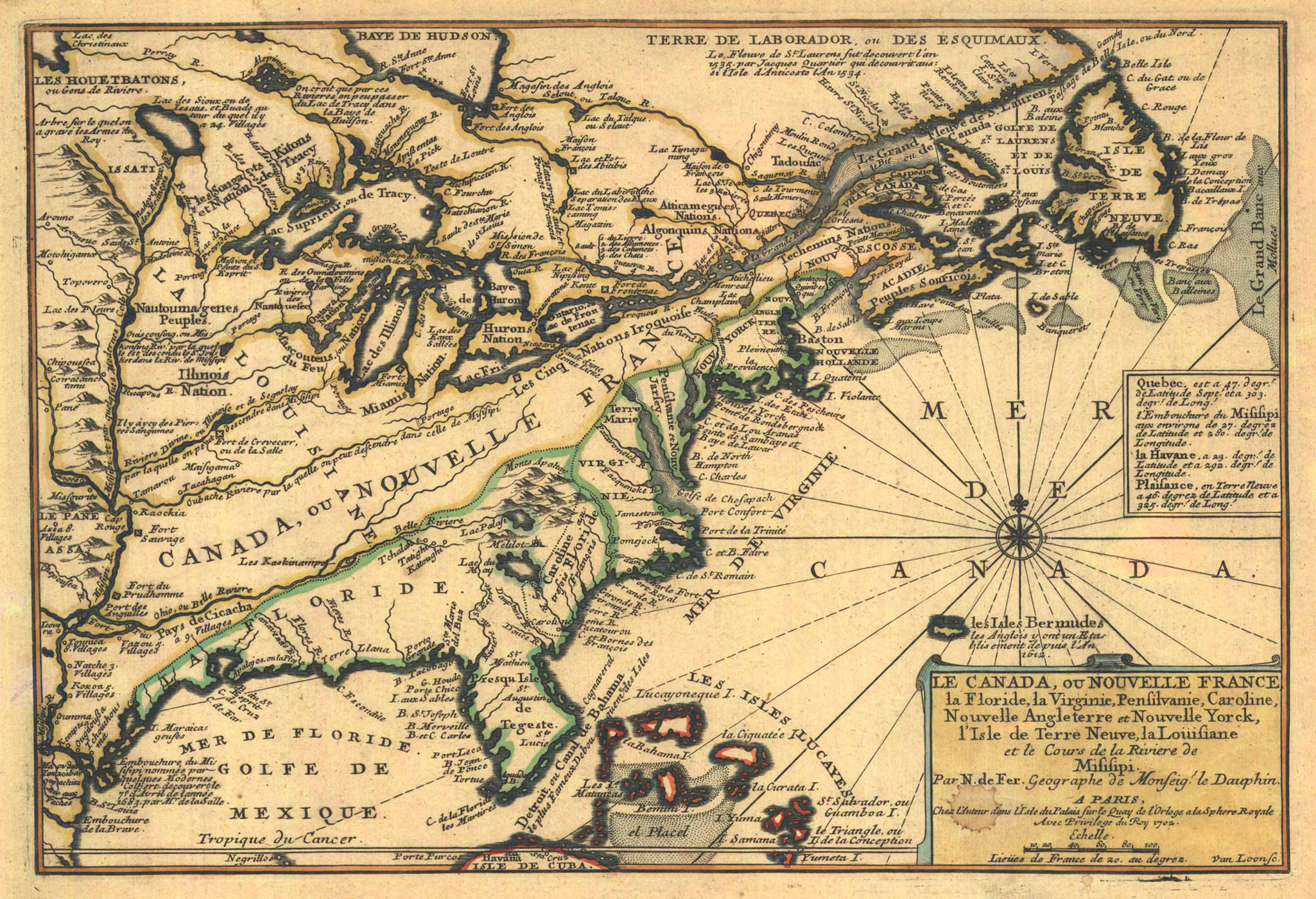
Mapa de la Nova França, 1702, per Nicolau de Fer

Els francesos van passar a construir forts a la regió d'Ohio a partir de l'inici de la dècada de 1750. El mateix Gist, el 1753, d'acord amb les ordres del governador de Virgínia, va tornar a Ohio, acompanyat de George Washington, per enviar un missatge als francesos, perquè abandonessin la regió. Els francesos ignorar el missatge de Gist i Washington. Les disputes entre els francesos i els britànics sobre no només la regió d'Ohio, sinó també de tota la regió al voltant dels Grans Llacs i del riu Sant Llorenç, van conduir a l'inici de la Guerra Franco-Indígena, el 1754. La guerra va tenir inici a Ohio, quan una milícia comandada per Gist i per Washington va intentar expulsar a la força als francesos de la regió, havent estat derrotats per les forces franceses. La Guerra Franco-Indígena duraria fins a 1763, i va acabar amb la victòria britànica. Pels termes del Tractat de París, els francesos cedien totes les regions a l'est del riu Mississipi als britànics, i totes les regions a l'oest del riu als espanyols. La regió d'Ohio va passar a ser controlada pels britànics. Després del final de la guerra, un cap indígena ottawa, Pontiac, que tenia bones relacions amb els francesos, es va revoltar contra els britànics. Pontiac lideraria nombrosos atacs contra els forts britànics el 1763 i 1764, i un atac contra Detroit i Michigan, el 1764. L'atac va tenir poc èxit, i el cap Pontiac va fugir en direcció a la regió d'Illinois.
Durant la Guerra d'Independència dels Estats Units, els diferents grups nadius americans d'Ohio estaven dividits en la qüestió sobre en quin costat trobar-se: dels rebels nord-americans o dels britànics. Per exemple, el líder shawnee Blue Jacket i el líder Delaware Buckongahelas es van aliar amb els britànics, mentre que Cornstalk, un shawnee, i White Eyes, un Delaware, van acordar establir relacions d'amistat amb els nord-americans. Aquests últims, però, sovint no diferenciaven entre els nadius americans amigables i hostils. És més, Cornstalk va ser assassinat per una milícia nord-americana, el mateix que probablement li hauria passat a White Eyes.
El 1780, el nord-americà George Rogers Clark va derrotar les forces shawnee, aliades dels britànics. Un dels més tràgics incidents de la Guerra d'Independència, la Massacre de Gnadenhütten de 1782, va passar a Ohio. Després del final de la guerra, sota els termes del Tractat de París (1783), els Estats Units van assumir el control de totes les colònies britàniques a l'est del riu Mississipi, al sud dels Grans Llacs. El govern dels Estats Units va crear el Territori del Nord-oest el 1787, del qual Ohio formava part. Aquell mateix any, una companyia mercantil va comprar al govern diverses terres localitzades en l'actual Ohio, havent fundat el 7 d'abril de 1788 el primer assentament permanent d'Ohio, Marietta. Aquesta immediatament es va fer capital del Territori del Nord-oest, el juliol del mateix any. Ràpidament, serien fundats altres assentaments a la regió.
Els nadius americans que s'havien aliat amb els britànics durant la Guerra de la Independència continuaren atacant a les comunitats nord-americans després de la fi de la guerra durant tot el 1783. El 1794, el general Anthony Wayne va derrotar a una força nativa americana, en una regió propera a l'actual ciutat de Toledo. El 1795, els nadius americans van acceptar i van ratificar el Tractat de Greenville, on acordaven cedir prop d'un 70% de tot l'actual Ohio al govern dels Estats Units. Els nadius americans ho van acceptar per la pressió del cap Tarhe, un cap wyandot. Gràcies al tractat, es va restablir la pau a la regió, i van passar a instal·lar-se a la regió més colons.

### Naixement de l'estat
E

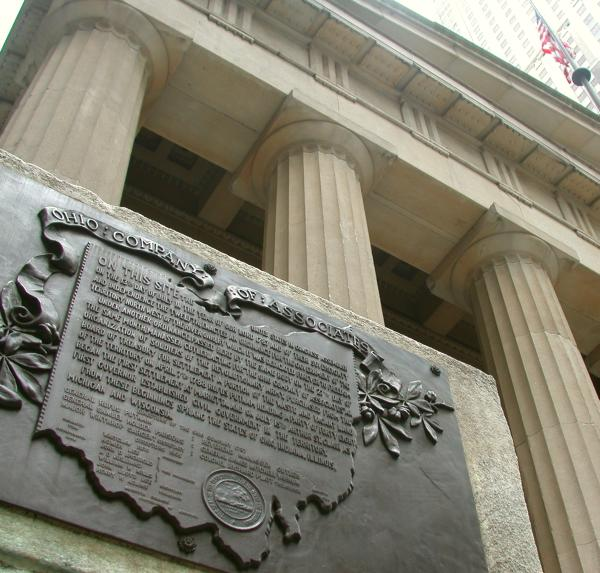
Placa commemorativa de la Northwest Ordinance a l'exterior del Federal Hall, en el baix Manhattan (lloc del Capitoli dels EUA el 1787)

l 1800, el govern va crear el Territori d'Indiana, a partir de la porció occidental del Territori del Nord-oest. Ohio continuaria a formant part del Territori del Nord-oest, i canviant la capital del Territori a Chillicothe, localitzada en l'actual Ohio. D'acord amb la Northwest Ordinance, qualsevol territori particular format a partir d'àrees disgregades del Territori del Nord-oest seria admès automàticament com a estat quan la seva població superes els 60.000 habitants. Tot i que la població d'Ohio era de només 45.000 el desembre de 1801, el Congrés va determinar que la població de la regió estava en ràpid creixement, i que Ohio podria iniciar el procés d'elevació a la categoria d'estat, assumint que la seva població excediria els 60.000 habitants quan fos elevada oficialment a la categoria d'estat.
Al novembre, es van iniciar les preparacions per a la secessió de la regió d'Ohio de la resta del Territori del Nord-oest, i per a la creació de l'estat d'Ohio. Aquell mateix mes, una convenció constitucional va crear la primera Constitució d'Ohio. El 19 de febrer de 1803, el president Thomas Jefferson va subscriure un acte al Congrés que reconeixia a Ohio com el 17è dels Estats Units. En aquella època, la declaració oficial de l'estatut d'estat encara no era un costum del Congrés, costum que començaria a ser freqüent amb l'elevació de Louisiana a la categoria d'estat. El 7 d'agost de 1953, l'any del 150 aniversari d'Ohio com a estat, el llavors president Dwight D. Eisenhower va subscriure un acte que oficialment declarava l'1 de març com a data en què Ohio va ser oficialment elevat a la categoria d'estat, passant a formar part de la Unió.

### El convulsseglexix
La Compra de Louisiana, efectuada el 1803, va fer que l'economia de l'estat passés a créixer ràpidament, ja que els productes produïts a l'estat podien ser transportats fàcilment a través del riu Mississipi i els seus afluents fins al port de Nova Orleans. Anualment, grans quantitats de vaixells navegaven entre Nova Orleans i els petits centres portuaris a Ohio, transportant els productes agropecuaris produïts en aquell estat fins a Nova Orleans, des d'on es portaven a altres regions.
El 1812, s'inicia la Guerra de 1812, entre els Estats Units i el Regne Unit. Ohio va ser l'escenari d'una de les batalles més importants i famoses de la guerra, la batalla del llac Erie, realitzada el 10 de setembre de 1813. En aquesta batalla, nou vaixells nord-americans, comandats pel Comandant Oliver H. Perry, es van enfrontar a sis vaixells britànics, al llac Erie, batalla que va resultar en victòria per part dels Estats Units. Els resultats d'aquesta victòria van ser el domini nord-americà de les aigües del llac Erie, així com el control nord-americà del Territori del Nord-oest, i va augmentar dràsticament la moral de la població i dels soldats nord-americans, després d'una sèrie de derrotes en el desenvolupament de la guerra.
Després de la fi de la guerra, la continuació del desenvolupament de l'economia d'Ohio va fer que la població d'Ohio es disparés. Milers de persones van passar a instal·lar-se anualment a Ohio, a més de moltes altres persones vingudes d'altres estats, i immigrants vinguts de països europeus, especialment Alemanys i Anglesos.
El 1835, gairebé s'inicia una guerra entre Michigan i Ohio, a causa de la disputa d'una estreta franja de terra a l'extrem nord-oest d'Ohio. Aquesta guerra, que va ser anomenada Guerra de Toledo, no va arribar a passar a causa de la intervenció del govern federal. El 1836, el govern va cedir aquest tros de terra a Ohio. Aquest sector de terra hi ha la ciutat de Toledo, que va donar nom a la "guerra". Va ser llavors quan les fronteres d'Ohio van adquirir els seus límits actuals.
El comerç fluvial entre Ohio i Nova Orleans va continuar, i la necessitat de vaixells més econòmics i eficients va fer que els vaixells de vapor substituïssin als antics vaixells de vela. El primer vaixell de vapor a navegar pel Mississipi va ser el New Orleans, en 1811, i el primer a navegar al llac Erie va ser el Walk-in-the-Water, el 1818. El 1825, s'inaugura el Canal d'Erie i el 1832, es finalitza una extensió d'aquest, el Canal d'Ohio, connectant Cleveland i Portsmouth. El 1845, s'inaugura una altra extensió del Canal d'Erie, el Canal de Miami, connectant Toledo i Cincinnati.
Els nombrosos canals fluvials d'Ohio van servir de rutes comercials durant més de 25 anys. A partir de la dècada de 1830, es van començar a construir vies fèrries en gran quantitat. L'extens i modern sistema ferroviari i fluvial de transports va fer que la indústria agro-fluvial de l'estat es desenvolupés dràsticament durant la dècada de 1840, fent d'Ohio un líder de la indústria agropecuària dels Estats Units. L'economia de l'estat es diversificaria, amb la creixent expansió del sistema de transports de l'estat, i ràpidament la manufactura es convertiria també en una gran font d'ingressos. El 1841, William Henry Harrison va passar a ser la primera persona nativa d'Ohio a assumir la presidència dels Estats Units.

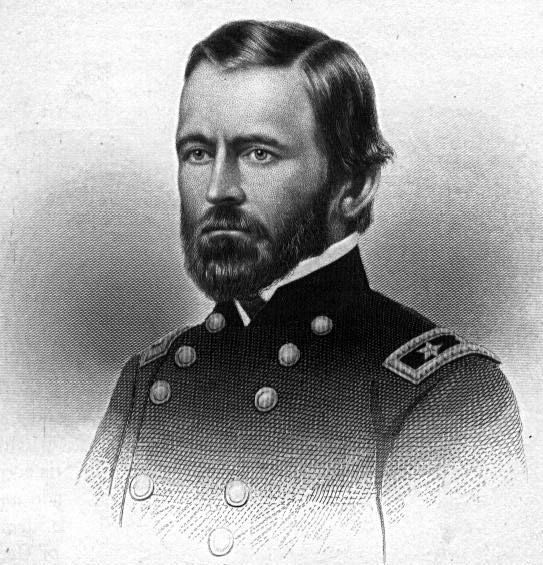
Ulysses S. Grant

Ohio va tenir un paper essencial en la Guerra Civil Nord-americana. La major part de la població de l'estat era abolicionista, és a dir, estava en contra de l'esclavitud. Molts abolicionistes van ajudar a milers d'esclaus a fugir, tant abans com durant la Guerra Civil, sent transportats dels Estats abolicionistes cap Ohio o Canadà a través del riu Mississipi i el riu Ohio, o bé a través de vies fèrries. Diverses persones clau de les forces de la Unió eren nadius d'Ohio, entre ells, els generals Ulysses S. Grant i William T. Sherman. A més d'això, Ohio subministrar prop de 320.000 soldats, 30 més de la quota demanada pel president Abraham Lincoln per a aquell estat. L'únic conflicte armat realitzat a Ohio va passar el 1863, quan les tropes confederades, liderades pel general John Hunt Morgan, van realitzar una incursió en direcció al nord, destruint qualsevol infraestructura nord-americana que es trobessin. Morgan seria capturat a Ohio, però va aconseguir fugir i tornar sa i estalvi a la Confederació.
Després de la fi de la Guerra Civil Nord-americana, el creixement econòmic d'Ohio va tornar a augmentar. Desenes de milers de persones d'altres estats dels Estats Units i d'altres països anaren a instal·lar-se a l'estat. La indústria de manufactura es va desenvolupar ràpidament, i hi va haver superat durant els anys 1870 a l'agropecuària com a principal font d'ingressos de l'estat. El 1869, els Cincinnati Xarxa Stockings, actuals Cincinnati Reds van convertir en el primer equip professional de beisbol del país. El gran creixement industrial d'Ohio promouria també una revolució tecnològica en l'estat, no en va nombrosos inventors de renom mundial són d'Ohio, i haurien fet les seves invencions a l'estat. Entre ells, destaca Thomas Edison. La presència de recursos naturals com ara el carbó també va ajudar a Ohio a esdevenir una gran potència industrial.
Durant el final del segle xix, quatre persones d'Ohio van assumir la presidència dels Estats Units. Aquestes persones van ser Ulysses S. Grant, el Tinent General de la Unió durant la Guerra Civil, Rutherford B. Hayes, James A. Garfield i Benjamin Harrison. William McKinley, tot i que no era nadiu d'Ohio (va néixer a Virgínia, encara que va passar la major part de la seva infància a Ohio), va assumir la presidència del país el 1897. Una altra persona nativa d'Ohio, William Howard Taft, es va convertir en la setena persona aquell estat en assumir la presidència nord-americana, el 1909.

## 1900-actualitat

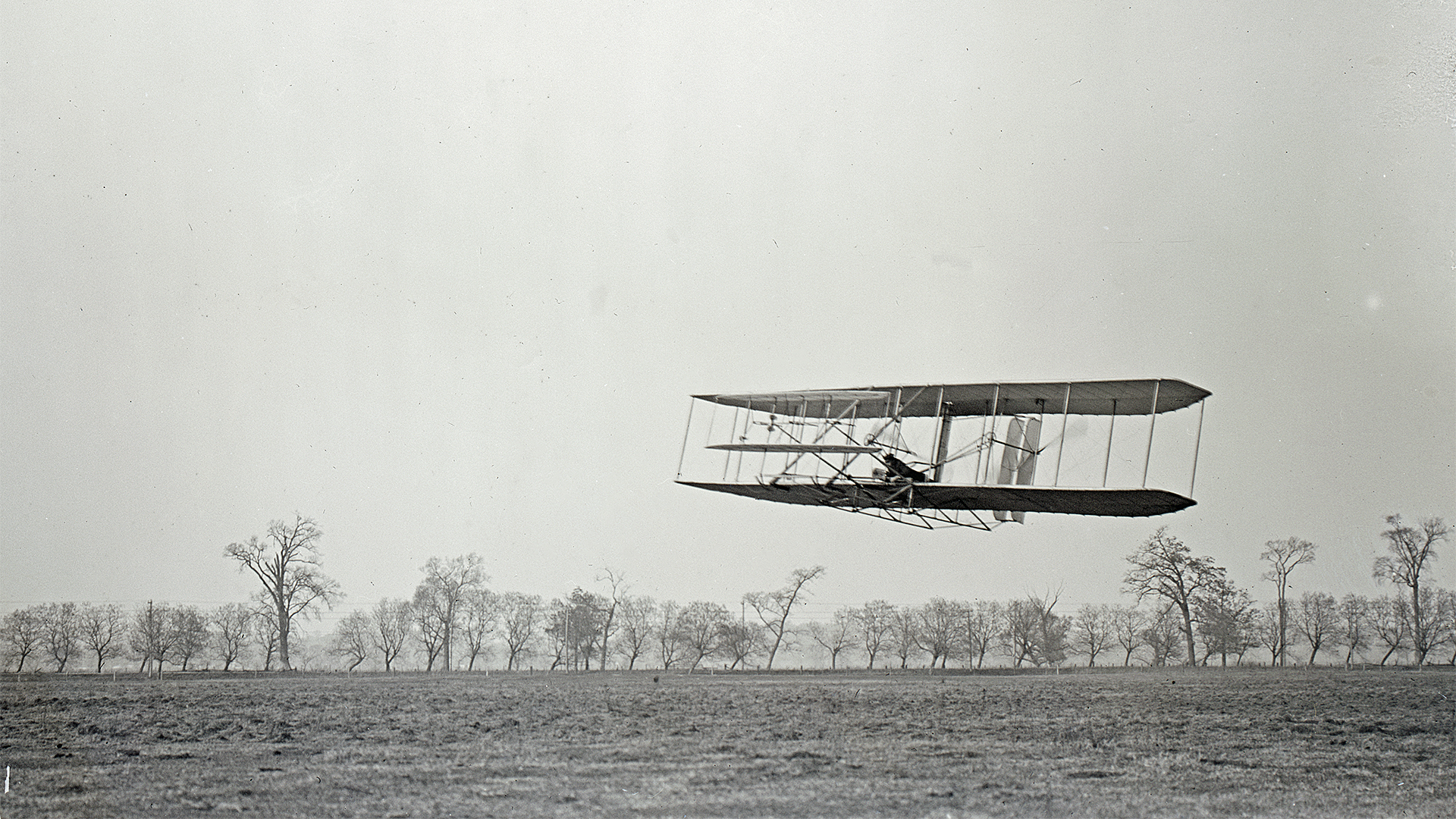
Orville Wright en vol sobre Huffman Prairie (Ohio), 16 de novembre de 1904

Durant els anys finals de la dècada de 1890, el govern d'Ohio va ser esquitxat greument per un escàndol de corrupció política, que involucrava a diversos oficials del govern d'Ohio i de les grans ciutats de l'estat. A causa d'aquest escàndol polític, es van dur a terme grans reformes en el govern durant la dècada de 1900. En aquesta dècada, els Germans Wright, un d'ells, Orville, nadiu d'Ohio, realitzarien nombrosos vols pioners en els seus avions en l'estat.
El 1913, grans inundacions, les pitjors de la història de l'estat-es van acarnissar amb Ohio. Van causar prop de 350 morts, i uns danys calculats en 100 milions de dòlars. A causa d'això, el Legislatiu de l'estat va instituir el 1914 un programa de conservació, per evitar que les futures inundacions provoquessin tants estralls. Es van construir nombrosos dics i preses al llarg i ample de l'estat entre el 1910 i 1920. El govern federal també va construir altres 20 dics i preses. Warren G. Harding es va convertir en el setè i últim nadiu d'Ohio a assumir la presidència dels Estats Units el 1921.
La Primera Guerra Mundial va accelerar el creixement de l'economia de l'estat, gràcies a la gran producció de material bèl·lic. El creixement va continuar durant la dècada de 1920, encara que de forma desigual, la indústria manufacturera prosperava, mentre que les granges s'enfrontaven a creixents dificultats a causa de la deflació i de la creixent competència d'altres països en el mercat internacional. Això va provocar un augment de l'emigració de les àrees rurals en direcció a les ciutats, al final de la dècada, vivien més persones a les ciutats que a les àrees rurals.
L'economia basada en l'agricultura i en la manufactura va fer que Ohio fos un dels estats més afectats pels efectes de la Gran Depressió. Les taxes d'atur van augmentar dràsticament, a més del 35% entre treballadors urbans, mentre que la dràstica caiguda dels productes en general va fer que nombroses granges es van endeutar greument, el que va fer que molts perdessin les seves terres. El govern federal i el govern de l'estat instituïren aviat nombrosos programes d'assistència social i econòmica. El 1934, per exemple, es va iniciar la construcció d'un projecte de control d'inundacions a la vall del riu Muskingum, havent estat inaugurat el 1938, no sense abans haver estat provat involuntàriament en una "prova de foc" (el 1937, aquest sistema, encara no acabat, va impedir que grans i sobtades inundacions al riu Ohio causessin gran destrucció a les ciutats properes).
Els efectes de la Gran Depressió van acabar amb l'entrada dels Estats Units en la Segona Guerra Mundial, quan l'estat va passar a produir gran quantitat de material bèl·lic per a la guerra. Després de la fi de la guerra, diverses agències governamentals instal·laren a l'estat centres de recerca i de proves, especialment en els camps de l'energia nuclear i de la indústria aeroespacial. L'obertura del Canal de Sant Llorenç va passar a subministrar una via ràpida i eficient entre l'Oceà Atlàntic i els Grans Llacs, i les ciutats portuàries d'Ohio es van beneficiar molt de la inauguració d'aquest canal. Diversos programes provincials incentiven el creixement industrial, com ara retalls fiscals, el finançament de la construcció de centres industrials, i l'oferta d'electricitat a baix cost. Al final de la dècada de 1960, Ohio era el quart exportador de productes industrialitzats del país.
El creixement industrial de l'estat va continuar fins a començaments de la dècada de 1970. Ohio va passar per una severa recessió econòmica durant les dècades de 1970 i de 1980, a causa del sobtat augment dels preus del combustible, de la creixent competència dels productes industrialitzats estrangers tant en el mercat internacional com en el mercat domèstic, i també a causa del trasllat de les fàbriques d'Ohio a estats del sud de la nació, on els costos són i eren més baixos, o fins i tot a altres països. Aquesta recessió va fer que el creixement demogràfic s'estanqués, i només va acabar al final
s de la dècada de 1980, quan l'abaratiment dels preus del combustible, així com la seva major abundància, estimular de nou la industrialització de l'estat. El trasllat de les fàbriques a altres regions on els costos eren més baixos, però, continua.

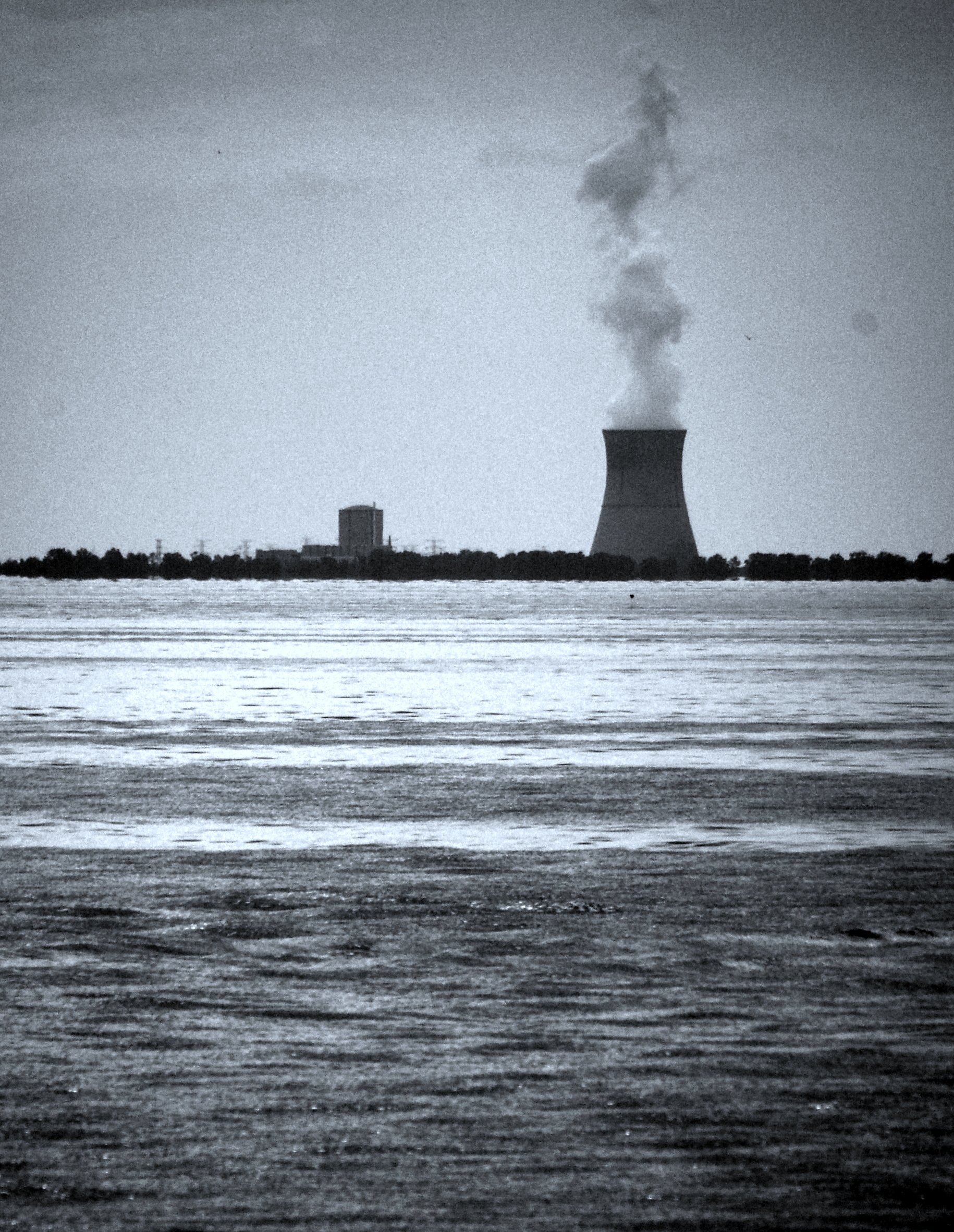
Central nuclear de Davis besse inaugurada el 1970.

El 1971, el govern d'Ohio va implantar un impost sobre la renda, obtenint l'estat 373 milions de dòlars a l'any següent a través del seu cobrament. A causa de la crisi financera soferta a partir de la dècada de 1970, el govern va passar gradualment a augmentar aquest impost. El 1995, l'impost sobre la renda cobrat en l'estat va generar més de 4.500 milions de dòlars, el que suposa un creixement de més de dotze vegades en un període de dues dècades, període en el qual el creixement demogràfic de l'estat es va estancar i la població va romandre estable. El 1990 va ser elegit George V. Voinovich, que va prometre en el seu programa disminuir els impostos i despeses públiques. Va aconseguir reduir les despeses públiques, principalment a través de retalls en serveis d'ajuda socioeconòmica als necessitats. En el seu lloc, Voinovich augmentar les despeses en l'educació. Amb la millora de l'economia de l'estat en l'inici de la dècada de 1990, Voinovich va ser reelegit el 1994.
A causa de la força de la indústria a la regió, Ohio, des de la fidel segle xix, patia d'una greu contaminació, tant atmosfèrica com fluvial, ocasionada per les nombroses fàbriques que té l'estat i de la dependència de les centrals de carbó per a la generació d'electricitat. El 1985, la població d'Ohio va aprovar en un referèndum la inversió de 100 milions de dòlars en un programa d'investigació que pretenia crear una central de carbó «neta». El 1993 es va inaugurar la primera d'aquestes centrals. Aquell mateix any, la població de l'estat va aprovar en un referèndum la inversió de 200 milions de dòlars per a la millora i l'expansió del sistema estatal de parcs i reserves naturals. L'estat també ha unit esforços a netejar els seus rius i llacs.

## Geografia

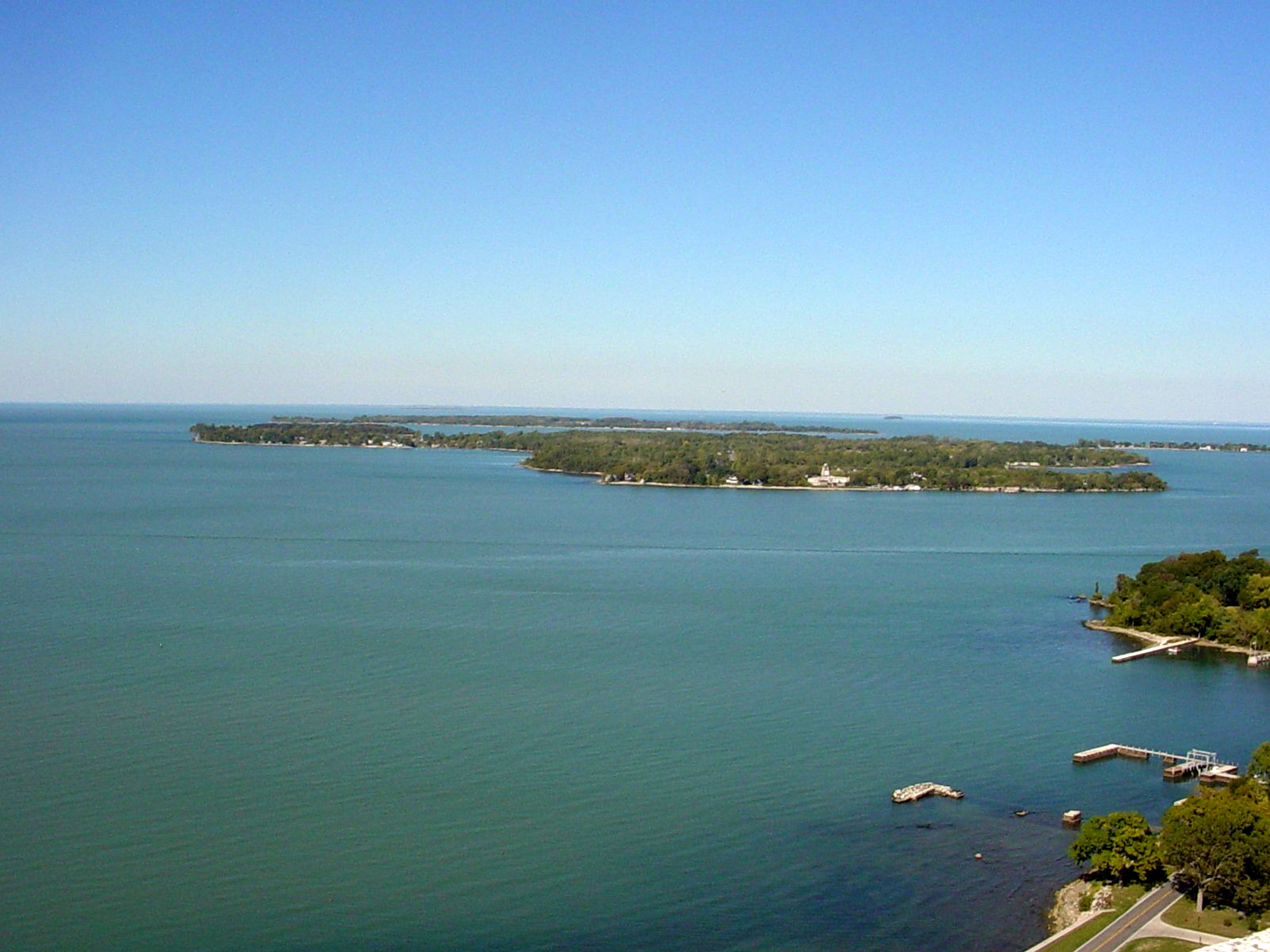
Vista de les Illes del Llac Erie

La situació geogràfica d'Ohio ha resultat ser un avantatge per al seu creixement econòmic i demogràfic. A causa que Ohio enllaça el nord-est amb l'oest del país, gran quantitat de trànsit de mercaderies i de negocis passa per les seves fronteres a través de la seva desenvolupada xarxa d'autopistes. Ohio té la desena major xarxa d'autopistes de la nació, i se situa a una distància de menys d'un dia amb cotxe del 50% de la població d'Amèrica del Nord i del 70% de la seva capacitat industrial. Al nord, el llac Erie proporciona 502 km de costa a Ohio, el qual permet l'existència de nombrosos ports marítims. La frontera sud de l'estat la delimitació el riu Ohio, mentre que gran part de la frontera septentrional està definida pel llac Erie. Limita al nord amb Michigan i amb el llac Erie, a l'est amb Pennsilvània, al sud amb Virgínia Occidental i Kentucky, ia l'oest amb Indiana. A l'altre costat del llac Erie es localitza la província canadenca d'Ontario.
El litoral d'Ohio amb el Llac Erie té prop de 502 quilòmetres de longitud, incloent 85 quilòmetres de l'entrada formada per la Badia de Sandusky i 106 quilòmetres de litoral format per les nombroses illes del Llac Erie. L'estat té més de 2.500 llacs i llacunes, a més d'altres 180 reserves artificials. El llac de l'estat és el Grand Lake, amb 5.140 hectàrees d'àrea. Ohio té prop de 70.800 quilòmetres de rius i rierols. El principal riu de l'estat és l'Ohio, que actua com a frontera entre Ohio, Virgínia Occidental i Kentucky. Altres rius importants són els rius Cuyahoga, Maumee, Miami, Muskingum i Scioto. Prop d'un 25% de l'estat està cobert per boscos.
La major part del sòl d'Ohio, a excepció d'una petita regió situada al centre-sud de l'estat i d'una àrea excepcionalment plana al nord-oest, coneguda com el "Gran Pantà Negre", està format per planes glacials. Aquestes regions glacials en l'antiguitat van estar cobertes per una espessa capa de gel, en eres glacials relativament recents (l'última d'elles, ocorreguda fa prop de 10.000 anys abans de Crist). La major part de l'estat té una baixa altitud.

### Regions geogràfiques

Regions geogràfiques d' Ohio

Podem dividir Ohio en quatre regions geogràfiques:
- Les Planes dels Grans Llacs es localitzen al llarg del litoral de l'estat amb el Llac Erie, i cobreixen tot el nord d'Ohio. És una regió relativament estreta, amb prop de 8 quilòmetres d'amplada en el seu extrem oriental, augmentant a més de 80 km a l'extrem occidental. Es caracteritza per la seva terra poc accidentada, relativament plana, i de baixes altituds, les menors de l'estat, de 139 metres sobre el nivell del mar en el seu extrem nord-est. També es caracteritza per la seva terra relativament fèrtil.
- Les Planes Till ocupen tot l'oest d'Ohio. Les altituds d'aquestes planes augmenten gradualment, a mesura que es viatja en direcció sud. Aquestes planes tenen pocs accidents geogràfics, i es caracteritzen per les seves muntanyes baixos i amples. El punt més alt d'Ohio, Campbell Hill (de 472 m d'altitud) es localitza al sud d'aquesta regió, a l'extrem sud-oest de l'estat.
- La Meseta dels Apalatxes ocupa tota la regió oriental d'Ohio. Es caracteritza per un terreny rocós i accidentat. Aquesta regió s'hi localitzen la major part dels principals jaciments minerals de l'estat, com carbó, gas natural i granit.
- La Regió Bluegrass ocupa una estreta regió del centre-sud de l'estat. Aquesta regió es caracteritza per ser un terreny poc accidentat, per les seves pastures i per la seva terra fèrtil.

## Clima
El clima d'Ohio és temperat, en el qual es distingeixen quatre estacions diferents, amb estius càlids, i hiverns freds. No obstant això, el temps atmosfèric varia bastant d'estació a estació. El temps a Ohio és relativament inestable, i pot canviar sobtadament, especialment a l'hivern. El principal motiu d'aquesta inestabilitat és l'absència d'obstacles geogràfics en l'estat i en les seves proximitats, que permeten el ràpid moviment de corrents d'aire vinguts de qualsevol direcció.
Les temperatures a Ohio descendeixen a mesura que augmenta la latitud. La temperatura mitjana de l'estat a l'hivern és de -5 °C al nord de l'estat, -2 °C a la regió central 2 °C i al sud. La mitjana de les mínimes és de -6 °C al nord, -4 °C a la regió central i de -2 °C al sud, mentre que la mitjana de les màximes és de 2 °C al nord, 5 °C a la regió central i 8 °C al sud. Les mínimes varien entre -40 °C i 5 °C, i les màximes, entre -30 °C i 15 °C. La temperatura més baixa registrada a Ohio, -38 °C, va ser mesurada a Milligan el 10 de febrer de 1899.
La temperatura mitjana a l'estiu al nord és de 21 °C (de 20 °C a l'extrem nord-est), i de 24 °C al sud. La mitjana de les mínimes és de 15 °C al nord, 16 °C a la regió central i de 18 °C al sud. La mitjana de les màximes és de 28 °C al nord i en la regió central de 30 °C al sud. Les mínimes varien entre 8 °C i 26 °C, mentre que les màximes varien entre 16 °C i 38 °C. La temperatura més alta registrada a Ohio és de 45 °C, mesurada el 21 de juliol de 1934 a Gallipolis.
La taxa de precipitació mitjana anual d'Ohio és de 97 centímetres anuals. Aquestes taxes són més grans al sud i també a les regions muntanyoses del nord-est de l'estat, que poden rebre més de 120 centímetres anuals, i menors al llarg del Llac Erie i al nord-oest de l'estat, que reben menys de 85 centímetres anuals. Toledo rep prop de 80 centímetres anuals de precipitació. La taxa de precipitació mitjana anual de neu a Ohio és de 74 centímetres. Aquestes taxes augmenten a mesura que es viatja en direcció a l'est i al nord. La muntanyosa regió nord-est d'Ohio rep de mitjana prop de 254 centímetres anuals de neu, i per això, disposa de diverses estacions d'esquí.

## Política i administració
La capital d'Ohio és Columbus, localitzada a prop del centre de l'estat. Des de 2007, el Governador és Ted Strickland. Ohio disposa de 18 escons a la Cambra de Representants dels Estats Units.
El principal oficial del Poder Executiu d'Ohio és el governador. Aquest és elegit pels electors de l'estat per a un mandat de fins a quatre anys de durada. Una persona donada pot exercir el càrrec de governador quantes vegades vulgui, però no dues vegades consecutives. Va a càrrec del governador la responsabilitat d'indicar als oficials de l'Executiu i del Judicial. No obstant això, totes les seves indicacions necessiten ser aprovades abans pel Senat de l'estat. Tots els oficials de l'Executiu elegits pel governador no poden exercir en dos mandats consecutius.

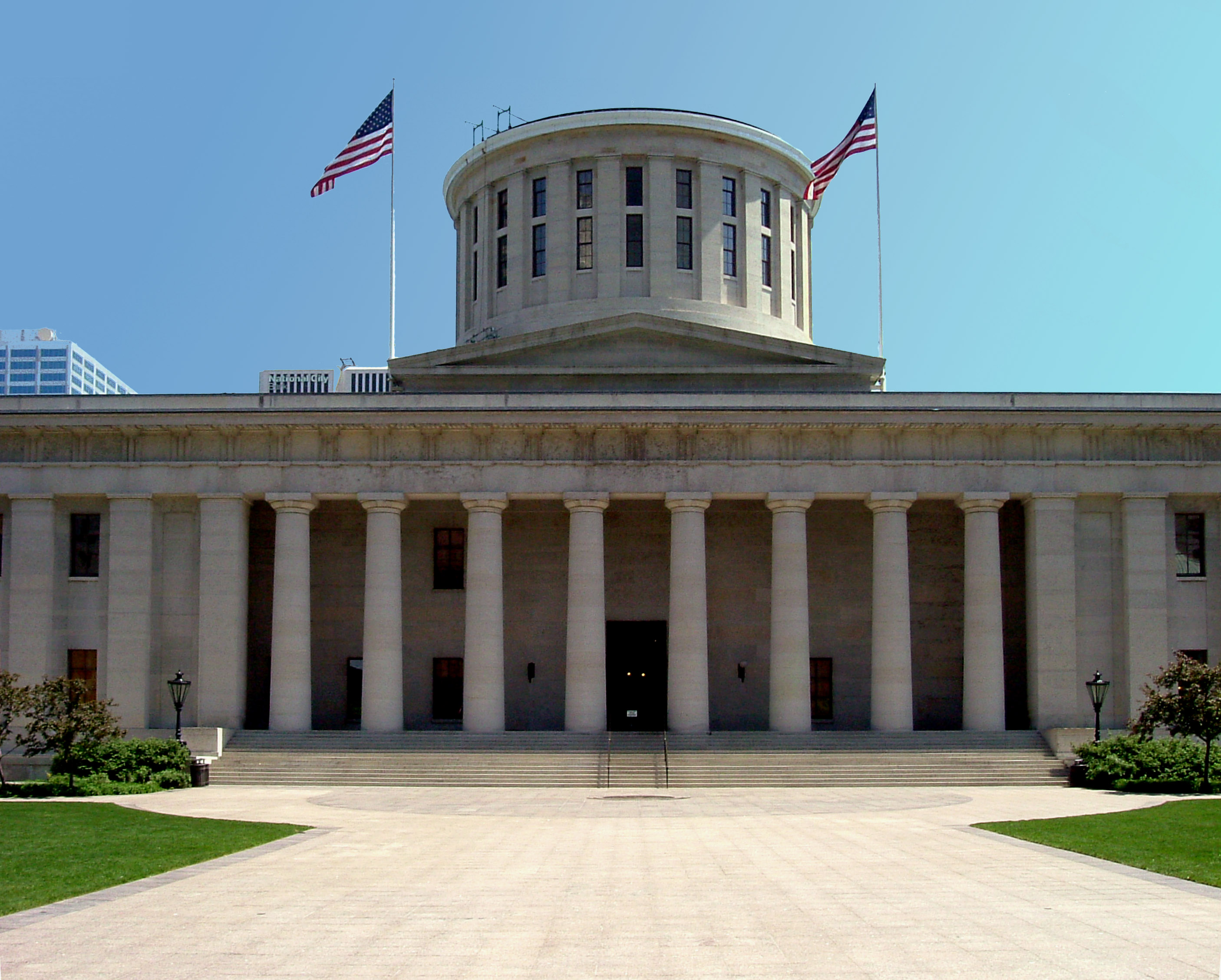
Cambra d'estat a Columbus

El poder legislatiu d'Ohio està constituït pel Senat i per la Cambra de Representants. El Senat té un total de 33 membres, i la Cambra de Representants, 99. Ohio està dividit en 33 districtes legislatius. Els electors de cada districte elegeixen un senador i tres membres representants, que representaran a aquest districte al Senat i en la Cambra dels Representants. El mandat dels senadors és de quatre anys, i el dels membres de la Cambra dels Representants, de dos. Una persona donada no pot exercir dues vegades consecutives el càrrec de senador, ni tampoc més de dues legislatures consecutives com a membre de la Cambra dels Representants.
La cort més alta del poder judicial d'Ohio és la Cort Suprema d'Ohio, composta per set jutges. Aquests jutges són elegits per la població de l'estat per a un mandat de fins a sis anys de durada. Ohio també té dotze Courts of Appeals (lleis de caràcter regional), i cada comtat s'administra amb una Cort Judicial de caràcter regional. Ohio està dividit en dotze districtes judicials, on operen cadascuna de les corts de la Court of Appeals. Cadascuna de les corts de la Court of Appeals té vuit jutges, elegits per la població de l'estat per a un mandat de fins a sis anys de durada. Tots els jutges de les corts regionals-compostes de tres a dotze jutges-són elegits per la població dels respectius comtats.
Prop d'un 55% dels pressupostos del govern d'Ohio els generen impostos estatals, mentre que el restant prové de pressupostos subministrats pel govern federal i de préstecs. El 2002, el govern de l'estat va gastar 52.594.000 de dòlars, havent generat altres 45.439.000. El deute públic d'Ohio és de 20.009.000 de dòlars. El deute per capita és de 1.754 dòlars, el valor dels impostos estatals per capita és de 1.764 dòlars, i el valor de les despeses governamentals per capita, de 4.610 $.

### Constitució
L'actual Constitució d'Ohio va ser adoptada el 1864. Les esmenes a la Constitució són propostes pel poder legislatiu d'Ohio, i per ser aprovades, necessiten ser ratificades primer per almenys un 51% del Senat i de la Cambra de Representants de l'estat, en dues votacions successives, i després per un 51% o més de la població electoral d'Ohio, en un referèndum.
La població de l'estat també pot proposar esmenes a la Constitució a través de la realització de peticions, en què és necessària com a mínim la signatura del 10% de les persones que van votar en l'últim referèndum o en les últimes eleccions estatals per governador realitzades en l'estat. Si aquesta petició té un mínim del 10% de signatures, l'esmena llavors és revisada pel Legislatiu, i sotmesa a votació en un referèndum, on ha d'aconseguir el vot a favor d'almenys un 51% dels votants en dos referèndums consecutius. Si aquesta esmena és ratificada per un 51% o més dels votants en ambdues votacions, l'esmena s'aprova automàticament. Les esmenes també poden ser propostes i introduïdes per convencions constitucionals, que necessiten rebre almenys l'aprovació del 67% dels vots de les dues cambres del Poder Legislatiu i un 51% dels electors de l'estat en una elecció general, o bé del 51% dels electors de l'estat en una elecció realitzada periòdicament cada 20 anys.

### Divisió administrativa

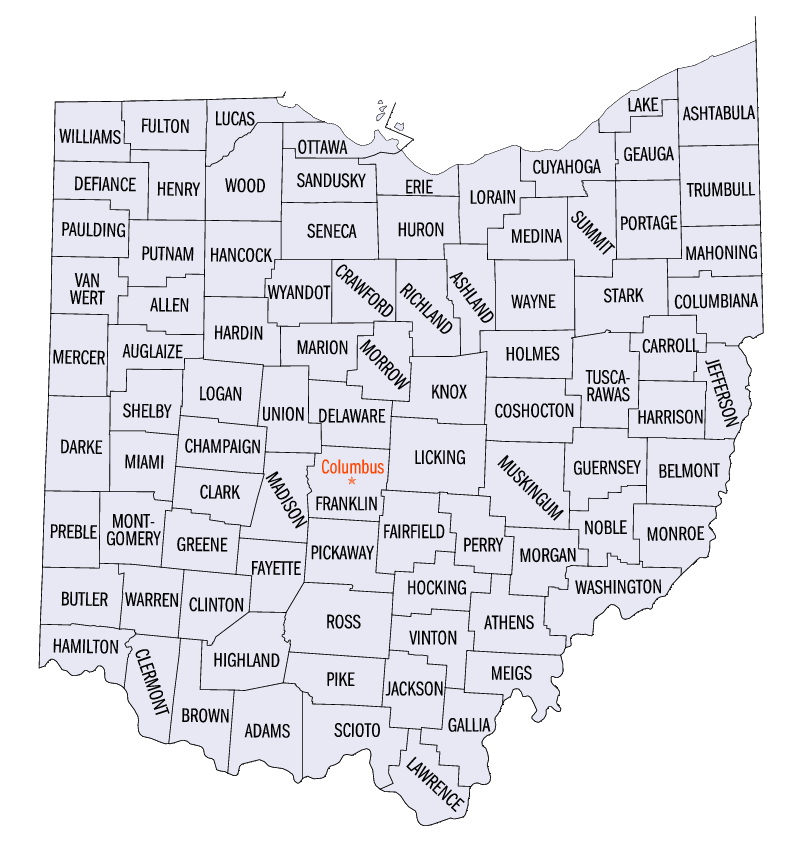
Comtats d'Ohio

Ohio està dividit en 88 comtats. Aquests comtats són governats per Consells de Comissaris, que estan compostos per tres membres-a excepció del Comtat de Summit, governat per un administrador en cap i un Consell de set membres. Qualsevol àrea urbana amb més de cinc mil habitants és considerada ciutat principal (city). L'estat no té ciutats secundàries (towns); qualsevol àrea urbana amb menys de cinc mil habitants és considerada vila. La major part de les ciutats i viles d'Ohio es regeixen per un alcalde i un consell municipal, mentre que les restants es regeixen o bé per un administrador i un Consell o bé per un Consell de Comissaris.

### Política
Políticament, Ohio és considerat el que en anglès es diu "swing state" (literalment "estat gronxador", és a dir, un estat en el qual no domina clarament un partit sobre un altre), si bé la política estatal està dominada pels republicans. La barreja d'àrees urbanes i rurals, i la presència significativa de grans indústries de coll blau i d'importants districtes comercials de coll blanc condueix a un equilibri entre la població conservadora i la liberal que, juntament amb els 20 vots electorals de l'estat -més dels que tenen molts dels "swing states"- converteix l'estat en decisiu per al resultat de les eleccions nacionals.
No en va, Ohio va ser l'estat en què es van decidir les Eleccions Presidencials de 2004, entre George W. Bush i John Kerry. Bush va guanyar per un estret marge els 20 vots electorals de l'estat (un marge de 2 punts percentuals i el 50,8% dels vots). L'estat va donar suport al demòcrata Bill Clinton el 1992 i 1996, encara que el 2000 i el 2004 va donar suport al republicà George W. Bush. Ohio també va ser un factor decisiu en els Eleccions presidencials de 1948, quan el demòcrata Harry S. Truman va vèncer el republicà Thomas Dewey (que havia guanyat en l'estat quatre anys abans), i també en les de 1976, quan el demòcrata Jimmy Carter va derrotar el republicà Gerald Ford per un estret marge.
La demografia d'Ohio fa que molts consideren l'estat com un microcosmos dins de la nació. Curiosament, cap candidat republicà a la presidència ha accedit a la Casa Blanca sense guanyar a Ohio. Per això, aquest estat ocupa un lloc molt important en les campanyes electorals de tots dos partits.

## Demografia

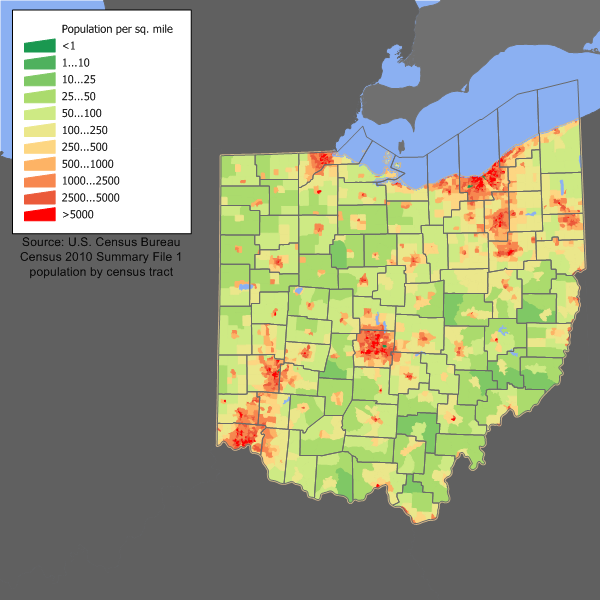
Densitat de població a Ohio +hab en vermell −hab an verd

Segons el cens nacional de 2000 de l'Oficina del Cens dels Estats Units, la població d'Ohio era d'11.353.140 habitants, un creixement del 4,2% amb relació a les dades de 1990, de 10.887.325 habitants. Una estimativa realitzada el 2005 s'estima la població de l'estat en 11.464.042 habitants, el que suposa un creixement del 5,2% amb relació a les dades de 1990, de l'1% amb relació a les dades de 2000, i del 0,1% amb relació a l'estimació de 2004.
El creixement natural d'Ohio entre 2000 i 2005 va ser de 217.877 habitants 789.312 naixements menys i 571.435 morts, el creixement demogràfic causat per la immigració va ser de 75.142 habitants, mentre que la migració interestatal disminuís en 177.150 habitants. Entre 2000 i 2005, la població d'Ohio va créixer en 110.897 habitants, i entre 2004 i 2005, a 13.899. Prop d'un 3,4% de la població de l'estat (340.000 habitants) no ha nascut als Estats Units.

### Distribució ètnica
Composició racial de la població d'Ohio: 
- 85,0% Blancs
- 11,5% Afroamericans
- 1,9% Hispans
- 1,2% Asiàtics
- 0,2% Nadius americans
- 1,4% Dues o més races

Els cinc grans grups ètnics d'Ohio són els alemanys (que comprenen un 25,2% de la població de l'estat), els irlandesos (12,7%), afroamericans (11,5%), britànics (9,2%) i els nord-americans (8,5%).
L'ètnia alemanya és la predominant en la majoria dels comtats d'Ohio, especialment al nord-oest de l'estat. Els habitants d'Ohio d'ascendència nord-americana i britànica estan presents per tot l'estat, particularment a la regió centre-sud. Les ciutats de Cleveland i Cincinnati tenen grans comunitats afroamericanes. Cleveland i Toledo alberguen grans comunitats hispàniques, mentre que, d'altra banda, Cleveland i Columbus tenen les grans comunitats asiàtiques d'Ohio.

### Piràmide d'edats

Piramide d' edats d' Ohio

La distribució de la població per edats el 2004 era: 
- Menys de 5 anys: 6,4%
- Menys de 18 anys: 24,3%
- Més de 65 anys: 13,3%

Les persones de sexe femení componen el 51,3% de la població d'Ohio.

### Religió
Percentatge de la població d'Ohio per afiliació religiosa:
- Cristianisme - 82%
- Protestants - 62%
- Església Baptista - 15%
- Església Metodista - 11%
- Església Presbiteriana - 4%
- Església Pentecostal - 4%
- Amish - 1%
- Altres afiliacions protestants - 27%
- Església Catòlica Romana - 19%
- Altres afiliacions cristianes - 1%
- Jueus - 1,3%
- Altres religions - <1%
- No religiosos - 16%

### Principals ciutats
Prop d'un 74% de la població d'Ohio viu en ciutats, mentre que la resta viu en àrees rurals. Al voltant d'un 85% de la població de l'estat viu en regions metropolitanes, amb la meitat de tota la població de l'estat vivint en una de les tres grans regions metropolitanes d'Ohio: Cincinnati, Cleveland i Columbus. Columbus és la ciutat més poblada de l'estat, si bé la regió metropolitana més poblada és la de Cincinnati.
En total, l'estat consta de 15 regions metropolitanes. D'aquestes, cinc estan dividides entre Ohio i els estats d'Indiana, Kentucky i Virgínia Occidental.
Les ciutats principals d'Ohio són:
| - Akron - Canton - Chillicothe - Cincinnati - Cleveland - Columbus - Dayton | - Hamilton - Lakewood - Lorain - Springfield - Toledo - Youngstown - Zanesville |

## Economia

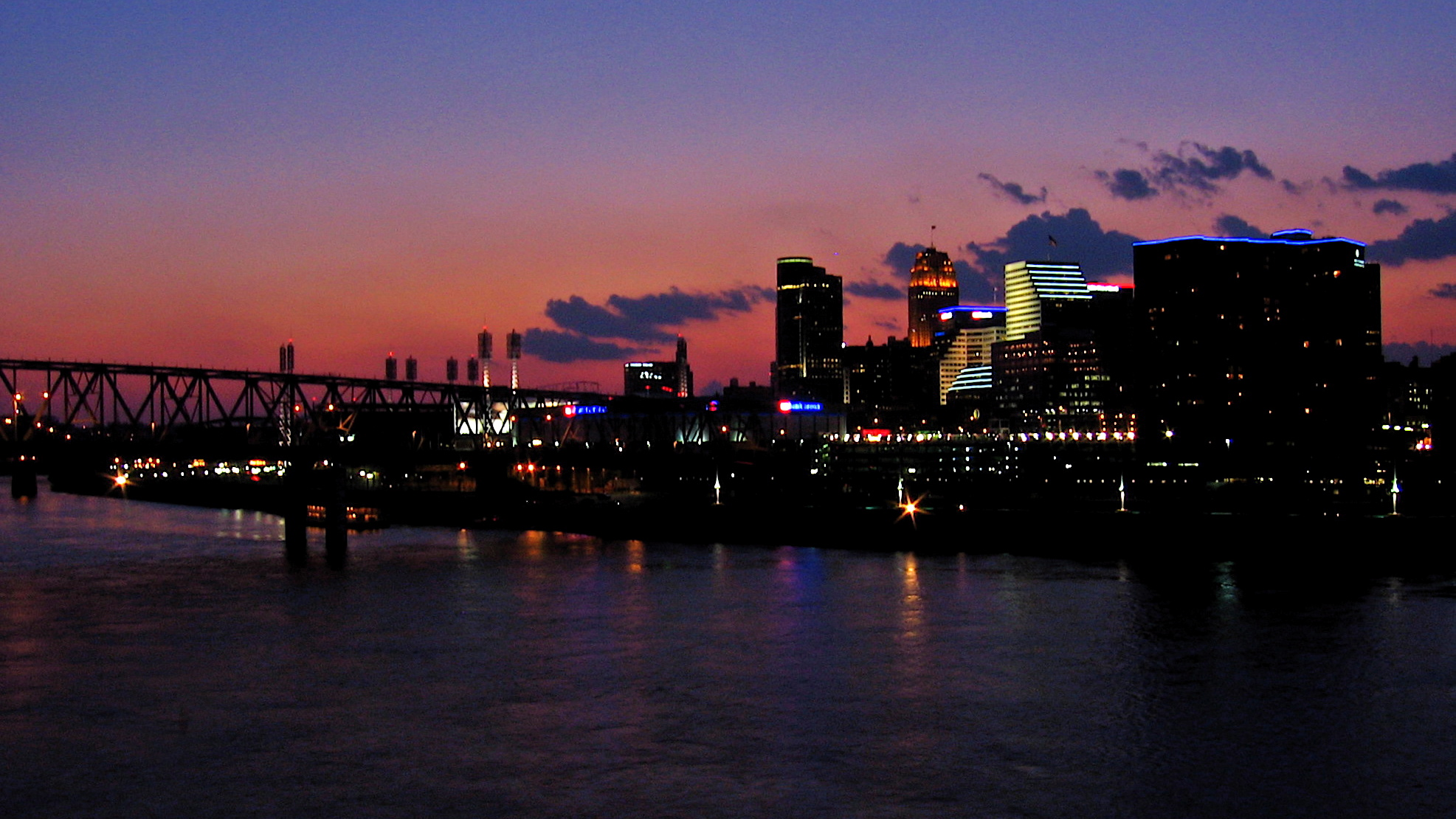
centre financer de Cincinnati de nit

El producte interior brut d'Ohio va ser de 419.000 milions de dólars el 2003. La renda per capita de l'estat, per la Seva banda, va ser de 30.129 $, la 25 més gran del país. La taxa d'atur a Ohio se situa en el 6,1%.
El sector primari corresponent a l'1% del PIB d'Ohio. L'estat te prop de 80.000 Granges, que ocupen prop de La meitat de la Seva àrea. L'Agropecuària comprèn un 0,95% del PIB, i Dona feina aproximadament a 160.000 persones. Centre del Corn Belt, Ohio és un dels majors productors Nacionals de blat de moro. L'estat També és un dels Líders nacionals a la producció de soja, blat i palla. Altres productes agropecuaris importants són la llet i la carn bovina, els ous de gallina i els tomàquets. La pesca i la silvicultura són responsables de prop d'un 0,95% del PIB, emprant a prop de 2.000 persones.
El sector secundari correspon a un 29% del PIB d'Ohio. La indústria manufacturera, la major font d'ingressos de l'estat correspon a un 25% del PIB de l'estat i dona feina aproximadament a 1.130.000 persones. El valor total dels productes fabricats a l'estat és de 120 mil milions de dòlars, només darrere de Califòrnia i de Texas. Els principals productes industrialitzats que es fabriquen a Ohio són equipaments de transport, maquinària industrial, productes químics, acer, aliments industrialitzats, productes plàstics (gomes en general), mobles i electrodomèstics, vidre i material imprès. Ohio és el segon major productor nacional d'acer, només darrere d'Indiana. La indústria de construcció comprèn un 3,8% del PIB de l'estat, emprant aproximadament a 347.000 persones. Per la seva banda, la mineria és responsable d'un 0,2% del PIB d'Ohio, emprant a prop de 22.000 persones. Els principals recursos naturals de l'estat són el carbó, el gas natural i el granit.
El sector terciari comprèn un 70% del PIB d'Ohio. Prop d'un 18% del PIB de l'estat prové de serveis comunitaris i personals. Aquest sector dona feina a més d'1.950.000 de persones. El comerç a l'engròs i al detall correspon a un 17% del PIB, i es dediquen a aquests aproximadament 1.520.000 persones. Els serveis financers i immobiliaris corresponen a prop d'un 16% del PIB de l'estat, emprant aproximadament a 475.000 persones (el principal centre financer de l'estat és Cleveland, altres centres financers importants són Cincinnati, Columbus i Toledo). Els serveis governamentals corresponen a un 11% del PIB, emprant aproximadament a 800.000 persones. Finalment, els transports i les telecomunicacions donen feina a 290.000 persones i comprenen un 8% del PIB. Les centrals termoelèctriques de carbó produeixen prop d'un 85% de l'electricitat generada a l'estat, mentre que el restant es genera en centrals nuclears.

## Educació
La primera escola d'Ohio va ser fundada el 1773 per un missioner, amb l'objectiu de convertir els nens nadius americans a la religió catòlica, i d'imposar ideals i costums "occidentals". El 1825, el govern de l'estat va autoritzar la fundació d'un sistema d'educació pública compost només per escoles d'educació primària (elementary schools), passant a subministrar pressupostos per al manteniment d'escoles d'educació secundària (high schools) a partir de 1853. Durant la dècada de 1960, diversos districtes escolars van tancar diverses de les seves escoles a causa de la manca de pressupost.

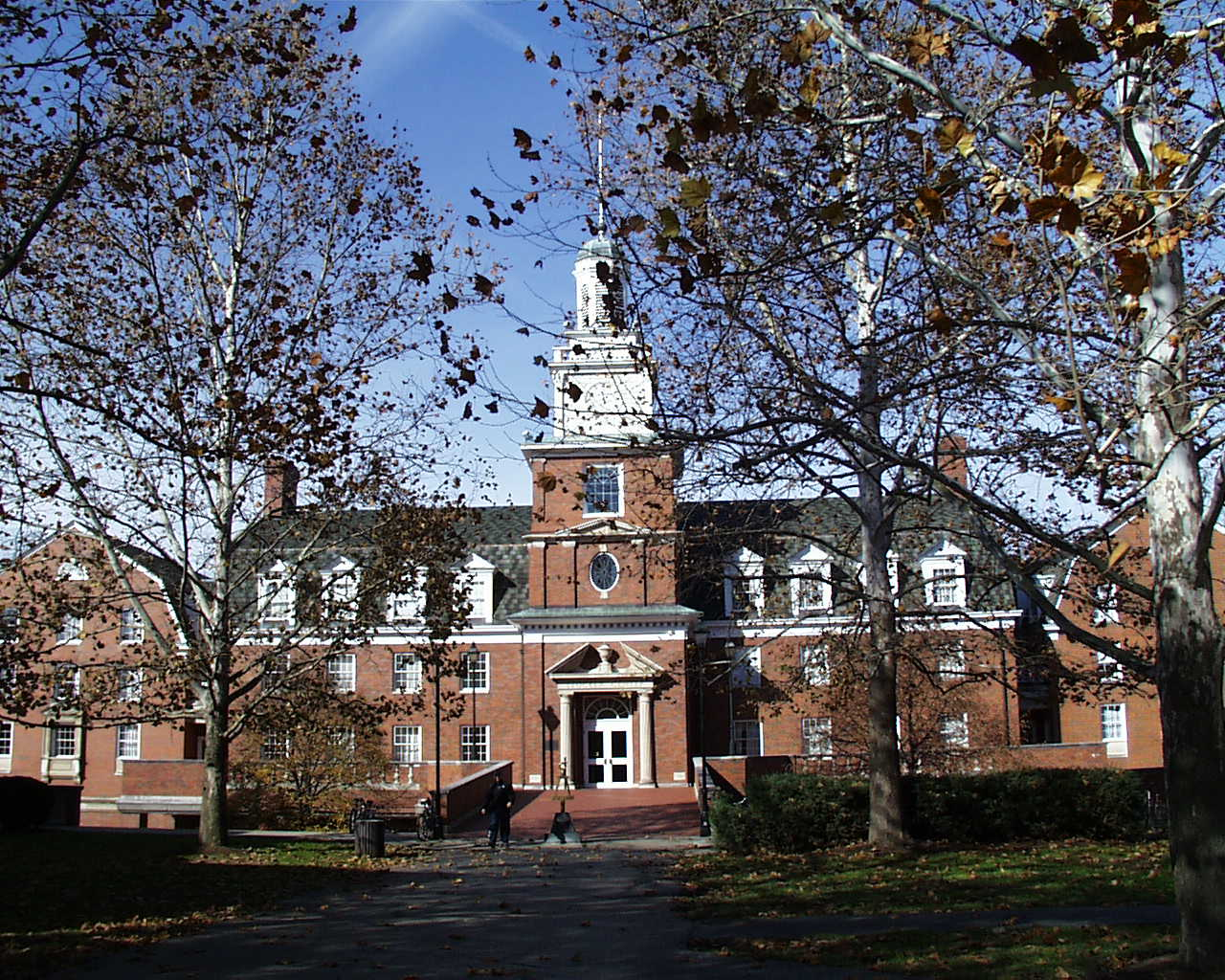
Stocker Center, Col·legi d'Enginyeria de la Universitat d'Ohio.

Actualment, totes les institucions educatives d'Ohio han de seguir certes regles i patrons dictats pel Consell Estatal d'Educació d'Ohio. Aquest consell controla directament el sistema d'escoles públiques de l'estat, que està dividit en diversos districtes escolars. El consell està format per quatre membres elegits pel legislatiu i per 8 membres elegits pel governador, durant un període d'ofici de fins a quatre anys de durada. Cada ciutat principal (city), diverses ciutats secundàries (towns) i cada comtat, consten com a mínim d'un districte escolar.
A Ohio, un districte escolar donat freqüentment opera en diverses ciutats a la vegada, fins i tot encara que tingui el seu centre en una altra ciutat donada. A les ciutats, la responsabilitat d'administrar les escoles és del districte escolar municipal, mentre que en les regions menys densament poblades, aquesta responsabilitat és a càrrec dels districtes escolars que operin en el comtat. Ohio permet l'existència de "escoles charter"-escoles públiques independents, que no són administrades per districtes escolars, però que depenen de pressupostos públics per a la seva sustentació. L'escolarització és obligatòria per a tots els nens i adolescents de més de sis anys, fins a la conclusió de l'educació secundària o fins als setze anys.
El 1999, les escoles públiques de l'estat van atendre prop d'1.837.000 d'estudiants, emprant aproximadament a 116.200 professors. Per la seva banda, les escoles privades van atendre prop de 254.500 estudiants, emprant aproximadament a 16.200 professors. El sistema d'escoles públiques de l'estat va utilitzar prop de 12.207 bilions de dòlars, i la despesa de les escoles públiques va ser d'aproximadament 7.300 $ per estudiant.
La primera biblioteca de l'estat va ser fundada el 1804, a Belpre. El sistema de biblioteques públiques de Cleveland és un dels més grans dels Estats Units. L'estat té actualment 250 sistemes de biblioteques públiques, que mouen anualment una mitjana de 13,8 llibres per habitant. La primera institució d'educació superior d'Ohio, la Universitat d'Ohio, va ser fundada a Athens el 1804. Actualment, Ohio té 179 institucions d'educació superior, de les quals 61 són públiques i 118 són privades. El sistema d'institucions d'educació superior pública de l'estat és el Sistema d'Universitats d'Ohio.

## Transport

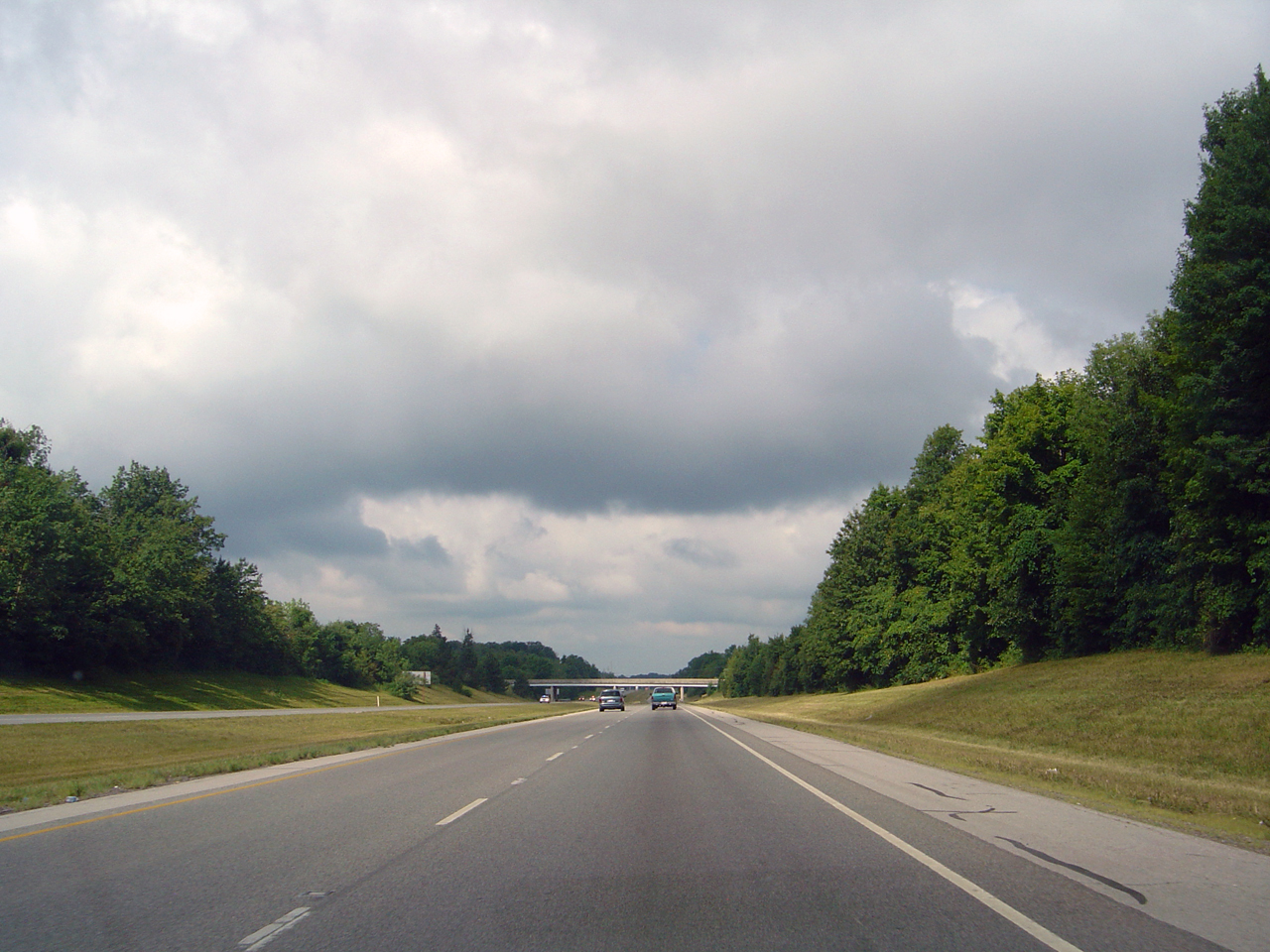
La Us 30 West, prop d'Ontario

Ohio, des que es va convertir en estat el 1803, ha estat un important encreuament de camins entre l'est i el centre-oest dels Estats Units. Nombroses vies fèrries i carreteres interestatals travessen l'estat. El principal centre vial d'Ohio és Columbus, mentre que Cleveland és el principal centre ferroviari, portuari i aeroportuari.
L'aeroport més transitat de l'estat és l'aeroport de Cleveland, seguit pels aeroports internacionals de Columbus, Dayton, Toledo i Cincinnati. El 2002, Ohio posseïa 8.417 quilòmetres de vies férreas.
Ohio té una xarxa altament desenvolupada de carreteres i autopistes interestatals. El 2003, l'estat tenia 198.789 quilòmetres de carreteres i autopistes, dels quals 2.530 quilòmetres formaven part del sistema federal d'autopistes interestatals

## Mitjans de comunicació
El primer diari d'Ohio, The Centinel of the North-Western Territory, va ser imprès per primera vegada el 1793, a Cincinnati. El primer diari abolicionista del país, The Philanthropist, va ser imprès a Ohio, el 1817, a Mount Pleasant. Actualment es publiquen en l'estat més de 330 diaris.
La primera cadena de ràdio d'Ohio va ser fundada el 1922, a Cleveland. Aquell mateix any, la Universitat d'Ohio crea la primera cadena de ràdio amb fins educatius, a Columbus. La primera cadena de televisió va ser fundada el 1947 a Cleveland. Actualment, Ohio té prop de 297 cadenes de ràdio (de les quals 106 són AM i 191 són FM) i 44 de televisió.

## Símbols
Ohio té diferents símbols estatals declarats oficialment. El renom oficial és "the Buckeye State", l'estat del castanyer d'Índia, arbre també declarat arbre estatal. Com a eslògan utilitza "Birthplace of Aviation", lloc de naixement de l'aviació, en referència als germans Wright que van construir el primer aeroplà que va volar amb èxit. A més hi ha hagut 24 astronautes originaris d'Ohio, entre d'altres Neil Armstrong el primer a trepitjar la Lluna.
El primer símbol oficial (1803) va ser el segell, amb un paisatge amb dos feixos de blat representant la prosperitat agrícola de l'estat. El 1902 es va oficialitzar la bandera d'Ohio amb una forma peculiar de gallardet de dues puntes. El 1904 es va declarar com a flor estatal el clavell escarlata en memòria del president William McKinley assassinat el 1901 i que acostumava a portar un clavell en la solapa.
Altres símbols oficials són: Trillium grandiflorum com a flor silvestre estatal; cardenal vermell, ocell estatal; cérvol de Virgínia, animal estatal; Coluber constrictor, rèptil estatal; marieta de set punts, insecte estatal; Isotelus fòssil invertebrat estatal; sílex d'Ohio, gemma estatal; tomàquet i suc de tomàquet, fruit i beguda estatals; pawpaw, fruit natiu estatal.

## Fills predilectes
Categoria principal: persones d'Ohio
Nombrosos inventors i pioners són nadius d'Ohio. Entre ells, destaquen:
- Thomas Edison, inventor de la bombeta i un llarg etc d'aparells.
- Wilbur Wright. Els Germans Wright realitzarien nombrosos vols de prova a Ohio abans de realitzar el que és considerat per molts el primer vol amb èxit d'un avió, el 17 de desembre de 1903, a Kitty Hawk, Carolina del Nord, no gaire lluny d'Ohio.
- John Glenn, primer americà a orbitar en l'espai.
- Neil Armstrong, primera persona a trepitjar a la Lluna.